# Kacper Kostorz
Kacper Kostorz (Cieszyn, 21 agosto 1999) è un calciatore polacco, attaccante del Pogoń Stettino.

## Carriera

### Club
Ha iniziato la sua carriera professionistica con la maglia del Podbeskidzie dove ha debuttato il 28 maggio 2017 nell'incontro di I Liga perso 4-0 contro il Górnik Zabrze. Una settimana più tardi ha segnato il suo primo gol nel successo per 3-1 sul Kluczbork.
Impiegato con maggior continuità nelle due stagioni successive, nel 2019 è stato acquistato dal Legia Varsavia dove si è alternato fra prima e seconda squadra, riuscendo a debuttare in Ekstraklasa il 9 novembre contro il Górnik Zabrze. Nel gennaio del 2020 è stato ceduto in prestito per sei mesi al Miedź Legnica dopodiché è stato confermato in rosa dai Legioniści. Ha segnato il suo primo gol in massima divisione il 27 febbraio 2021 decidendo la trasferta contro il Górnik Zabrze terminata 2-1.
Il 7 gennaio 2022 è stato acquistato a titolo definitivo dal Pogoń Stettino, che per un anno lo ha alternato fra prima squadra e squadra B. Il 17 febbraio 2023 è passato in prestito al Korona Kielce dove ha giocato 12 incontri tutti da subentrato.
L'11 luglio seguente ha lasciato la Polonia per passare in prestito al Den Bosch. Titolare fin dalle prime partite, ha disputato un'ottima stagione sul piano personale segnando 16 reti e fornendo 6 assist in 38 incontri di Eerste Divisie. Il 9 luglio 2024 è stato ceduto in prestito al NAC Breda nepromosso in Eredivisie.

### Nazionale
Ha giocato con le nazionali giovanili polacche Under-19 ed Under-20.

## Statistiche

### Presenze e reti nei club
Statistiche aggiornate al 20 ottobre 2024.
| Stagione                 | Squadra                  | Campionato               | Campionato | Campionato | Coppe nazionali | Coppe nazionali | Coppe nazionali | Coppe continentali | Coppe continentali | Coppe continentali | Altre coppe | Altre coppe | Altre coppe | Totale | Totale | Totale |
| Stagione                 | Squadra                  | Comp                     | Pres       | Reti       | Comp            | Pres            | Reti            | Comp               | Pres               | Reti               | Comp        | Pres        | Reti        | Pres   | Reti   |        |
| ------------------------ | ------------------------ | ------------------------ | ---------- | ---------- | --------------- | --------------- | --------------- | ------------------ | ------------------ | ------------------ | ----------- | ----------- | ----------- | ------ | ------ | ------ |
| 2016-2017                | Podbeskidzie             | 1L                       | 2          | 1          | CP              | 0               | 0               | -                  | -                  | -                  | -           | -           | -           | 2      | 1      |        |
| 2017-2018                | Podbeskidzie             | 1L                       | 20         | 0          | CP              | 2               | 0               | -                  | -                  | -                  | -           | -           | -           | 22     | 0      |        |
| 2018-2019                | Podbeskidzie             | 1L                       | 33         | 2          | CP              | 2               | 0               | -                  | -                  | -                  | -           | -           | -           | 35     | 2      |        |
| Totale Podbeskidzie      | Totale Podbeskidzie      | Totale Podbeskidzie      | 55         | 3          |                 | 4               | 0               |                    | -                  | -                  |             | -           | -           | 59     | 3      |        |
| 2019-gen. 2020           | Legia Varsavia II        | 3L                       | 5          | 3          | -               | -               | -               | -                  | -                  | -                  | -           | -           | -           | 5      | 3      |        |
| 2019-gen. 2020           | Legia Varsavia           | EK                       | 3          | 0          | CP              | 0               | 0               | -                  | -                  | -                  | -           | -           | -           | 3      | 0      |        |
| gen.-giu. 2020           | Miedź Legnica            | 1L                       | 15         | 2          | CP              | 0               | 0               | -                  | -                  | -                  | -           | -           | -           | 15     | 2      |        |
| 2020-2021                | Legia Varsavia II        | 3L                       | 3          | 2          | -               | -               | -               | -                  | -                  | -                  | -           | -           | -           | 3      | 2      |        |
| 2021-gen. 2022           | Legia Varsavia II        | 3L                       | 7          | 4          | -               | -               | -               | -                  | -                  | -                  | -           | -           | -           | 7      | 4      |        |
| Totale Legia Varsavia II | Totale Legia Varsavia II | Totale Legia Varsavia II | 15         | 9          |                 | -               | -               |                    | -                  | -                  |             | -           | -           | 15     | 9      |        |
| 2020-2021                | Legia Varsavia           | EK                       | 6          | 1          | CP              | 2               | 0               | -                  | -                  | -                  | -           | -           | -           | 8      | 1      |        |
| 2021-gen. 2022           | Legia Varsavia           | EK                       | 3          | 0          | CP              | 1               | 1               | UCL+UEL            | 0                  | 0                  | -           | -           | -           | 4      | 1      |        |
| Totale Legia Varsavia    | Totale Legia Varsavia    | Totale Legia Varsavia    | 12         | 1          |                 | 3               | 1               |                    | 0                  | 0                  |             | -           | -           | 15     | 2      |        |
| gen.-giu. 2022           | Pogoń Stettino II        | 3L                       | 2          | 2          | -               | -               | -               | -                  | -                  | -                  | -           | -           | -           | 2      | 2      |        |
| 2022-gen. 2023           | Pogoń Stettino II        | 3L                       | 1          | 0          | -               | -               | -               | -                  | -                  | -                  | -           | -           | -           | 1      | 0      |        |
| Totale Pogoń Stettino II | Totale Pogoń Stettino II | Totale Pogoń Stettino II | 3          | 2          |                 | -               | -               |                    | -                  | -                  |             | -           | -           | 3      | 2      |        |
| gen.-giu. 2022           | Pogoń Stettino           | EK                       | 4          | 0          | CP              | 0               | 0               | -                  | -                  | -                  | -           | -           | -           | 4      | 0      |        |
| 2022-gen. 2023           | Pogoń Stettino           | EK                       | 1          | 0          | CP              | 0               | 0               | UECL               | 1                  | 0                  | -           | -           | -           | 2      | 0      |        |
| Totale Pogoń Stettino    | Totale Pogoń Stettino    | Totale Pogoń Stettino    | 5          | 0          |                 | 0               | 0               |                    | 1                  | 0                  |             | -           | -           | 6      | 0      |        |
| gen.-giu. 2023           | Korona Kielce II         | 3L                       | 1          | 0          | -               | -               | -               | -                  | -                  | -                  | -           | -           | -           | 1      | 0      |        |
| gen.-giu. 2023           | Korona Kielce            | EK                       | 12         | 2          | CP              | 0               | 0               | -                  | -                  | -                  | -           | -           | -           | 12     | 2      |        |
| 2023-2024                | Den Bosch                | 1D                       | 38         | 16         | CO              | 1               | 0               | -                  | -                  | -                  | -           | -           | -           | 39     | 16     |        |
| 2024-2025                | NAC Breda                | ED                       | 8          | 1          | CO              | 0               | 0               | -                  | -                  | -                  | -           | -           | -           | 8      | 1      |        |
| Totale carriera          | Totale carriera          | Totale carriera          | 164        | 36         |                 | 8               | 1               |                    | 1                  | 0                  |             | -           | -           | 173    | 37     |        |

## Palmarès

### Club

#### Competizioni nazionali
- Campionato polacco: 1

Legia Varsavia: 2020-2021